# Дом Мике Аласа
Дом Мике Аласа је грађевина која се налази у Београду, а пројектовао ју је знаменити српски архитекта Петар Бајаловић. Кућа је важан и јединствен представник сецесијског стила у Србији са свим флоралним и природним елементима инспирисаним воденим светом - трска, локвањи, шарани. Уз декоративне елементе сецесије такође има и елементе моравске школе - црвено беле плочице у облику шаховског поља, те представља успешну симбиозу сецесије и модерног српско-византијског стила.

## Изградња куће
Кућа на Косанчићевом венцу подигнута је 1910. године за Михаила Петровића, популарно званог Мика Алас, који је овде живео, радио и умро. Изграђена је на месту срушене куће његовог деде Новице Лазаревића, београдског проте, тако да је чувени математичар, научник и риболовац на овом месту провео готово читав свој живот и управо у овој кући створио своја најзначајнија дела.
Пројекат нове куће, у време ширег осавремењивања Косанчићевог венца, израдио је архитекта Петар Бајаловић, тада доцент на Београдском универзитету. По завршеној техничкој високој школи у Карлсруеу, овај немачки ђак вратио се у Србију, где је реализовао низ значајних пројеката. Мада се нашла на почетку пројектантске каријере архитекте Бајаловића, кућа Мике Аласа и тада је откривала умешност свог аутора. У основној схеми била је то типична београдска стамбена једнопородична спратна кућа, с главним делом према улици и крилом у дворишту. Главна фасада носила је свежији дух. Премда академски конципирана с наглашеним хоризонталним појасевима, фасада има плитки бочни ризалит с улазним вратима, балконом, сликаном и пластичном декорацијом и завршним забатом, који представљају главни мотив читаве фасаде. Изнад врата балкона је кружно поље са шаховски поређаним црвеним и белим плочицама у чијем темену је женска глава из чије косе се развија флорални орнамент. Флорални облици преузети су из тада у Европи актуелне сецесије, док геометријски орнамент шаховских поља има своје порекло у српско-византијској архитектури. Мада припадају различитим временима, подручјима и стиловима, ови мотиви добили су јединствени третман којим је кућа Мике Аласа постала веома успело архитектонско остварење. Решење фасаде као да и данас открива топао и срдачан однос овог изузетног научника и осталих, сасвим обичних Београђана.
Мика Алас је у знатној мери утицао на архитектуру свог новог дома. Његов начин живота и склоности одредили су одређена просторна и ликовна решења куће. Подрум је грађен с планом да служи већим делом као винарски подрум у који је Мика Алас смештао вино из свог винограда на Топчидерском брду. На подесту степеништа улазног ходника некада су се налазиле нише с фигурама Наполеона и Паскала које је овај француски ђак изузетно ценио. Балкон који гледа на ушће Саве у Дунав из радне собе такође је била жеља великог математичара, као и шарани у дрворезу улазних врата.

## О Мики Аласу
Мика Алас једно је од најзначајнијих имена српске математичке науке. Рођен је на Косанчићевом венцу 6. маја 1868. године. Ђак Прве београдске гимназије и свршени студент Природно-математичког одсека Филозофског факултета Велике школе у Београду, студије је 1889. године наставио у Паризу. Докторирао је на Сорбони 1894. године с тезом „О нулама и бесконачностима интеграла алгебарских диференцијалних једначина“. Исте године вратио се у Београд где је постао професор за математичку групу предмета. Када је 1905. године Велика школа прерасла у Београдски универзитет међу првих осам редовних професора који су даље бирали цео наставни кадар био је и Мика Алас.
Као научни радник и професор Михаило Петровић деловао је до своје смрти. Доктор математичких наука, истраживач, теоретичар и наставни радник, он је крајем 19. века увео у наставу математике научно-истраживачки метод потиснувши тиме дотадашњи предавачко-уџбенички начин. Под његовим утицајем формиран је читав низ научних радника на математичком пољу. Био је иницијатор покретања посебног математичког часописа, а сам је написао око 300 научних радова. Редовни члан Српске краљевске академије постао је 1899. године када је имао само 31. годину. Био је и члан више страних академија наука, у Прагу, Букурешту, Варшави и Кракову, као и члан више научних друштава.
Мика Алас је био и велики проналазач: конструисао је хидроинтегратор и с њим освојио медаљу на Светској изложби у Паризу 1900. године; бавио се криптографијом а његови шифарски системи коришћени су у војсци све до Другог светског рата; конструисао је зупчаник преносник, претечу данашњим аутоматским мењачима у аутомобилима.
Један од најчувенијих Београђана био је и страствени путник и пасионирани и стручни риболовац. Године 1882. постао је рибарски шегрт, 1888. рибарски калфа, а 1895. положио је испит за рибарског мајстора. Обишао је Северни и Јужни пол, написао више занимљивих путописа и много чланака о рибама и рибарству. Дела која је оставио за собом су Роман Јегуље, Ђердапски риболови у прошлости и садашњости, Кроз поларну област, У царству гусара, Са океанским рибарима, По забаченим острвима. Учествовао је доношењу првог „Закона о слатководном риболову“ на језерима и рекама Србије 1898. године, као и у преговорима за закључење конвенције о риболову са Румунијом, и заштити риболова на Сави, Дунаву и Дрини са Аустроугарском. На међународној изложби у Торину 1911. добио је златну медаљу за изложене експонате из рибарства. Рекордан улов је имао 1913. када је уловио сома од 124 кг.
Мика Алас је свирао виолину и 1896. основао је свирачко друштво под називом „Суз“.
Умро је 8. јуна 1943. године у свом дому на Косанчићевом венцу.

## Историјат и значај куће
Поред Михаила Петровића у кући је становала и његова сестра Мара са супругом Живојином Перићем, такође француским ђаком, значајним београдским правником и активним политичарем. Професор Правног факултета у Београду, Хашке академије за међународно право, предавач у Лиону, Паризу и Бриселу Живојин Перић био је и до краја свог живота остао велики заступник европских интеграција. Један од лидера Српске напредне странке, убеђени легалиста и пацифиста, мада у опозицији против краља Александра Обреновића, након преврата јавно је иступао против завереника оптужујући их за убиство. Против њих је подносио судску пријаву за дело убиства сваке године, све до 1930, када је Кривични законик увео апсолутну застарелост. Поред тога, писао је чланке у којима је нападао радикале због њихове улоге у преврату и погубних последица које су из тога произашле по углед народа и државе у западним земљама.
Кућа је тако са својим станарима, великим научницима свога времена, представљала стециште домаћег и страног научног света. Овде су се састајали високи интелектуалци из земље и иностранства, чије су се идеје и залагања рефлектовали на различите аспекте даље историје. Истовремено, ова кућа представљала је пример блискости и позитивног односа људи високог друштвеног положаја према сасвим обичном свету.
Кућа данас у себи обједињује више вредности, али најзначајнија је чињеница да она представља меморијал као кућа живота, рада и стварања једне од најпопуларнијих личности старог Београда.
Испред куће, с друге стране улице, постављена је биста Мике Аласа, рад вајара Александра Зарина из 1969. године.
Дом Мике Аласа проглашен је за споменик културе.
Наш Мика Алас, како су га сви звали, неустрашив рибар који је свој живот провео на Сави и Дунаву, и морском лађом, а између оба пола Земљина, прокрстарио Атлантски и Индијски океан, није умео да плива и зато се једанаест пута давио у Сави и Дунвау, и увек се једва спасо. Зато га позвах да ми дође у Даљ да га научим пливању, а он се радо одазва мом позиву. У Даљу је било све припремљено за Микин курс пливања: леп нов чамац, саграђен у Вуковару, пливао је, ланцем привезан уз обалу, испод наше баште. Њиме сам са братом Богданом свакодневно крстарио по Дунаву, купао се у његовим таласима и сунчао се на његовим спрудовим. На такав један леп чист спруд, који се благим нагибом спуштао у реку, одведох свога ђака да га научим вештини пливања. Мика уђе храбро у воду, али само до колена, ја клекнух у воду, испружих леву руку и рекох му да легне преко ње. Он показа, иако забринута лица, намеру да ме послуша, но чим окваси трбух и груди, побеже главом без облизра. Сав мој труд да га вратим у реку остаде безуспешан. Обрукасмо се обојица: ја, као учитељ; а он, као ђак. Милутин Миланковић